# Noc smaragdového mesíce
Pour plus de détails, voir Fiche technique et Distribution.
Noc smaragdového mesíce (littéralement « la nuit de la lune d'émeraude ») est un film tchécoslovaque réalisé par Václav Matejka, sorti en 1985.

## Fiche technique
- Titre : Noc smaragdového mesíce
- Réalisation : Václav Matejka
- Scénario : Jirí Krenek et Václav Matejka
- Musique : Jirí Svoboda
- Photographie : Jirí Macháne
- Montage : Josef Valusiak
- Pays :  Tchécoslovaquie
- Genre : Drame
- Durée : 91 minutes
- Dates de sortie : 
  -  Allemagne de l'Ouest : 25 février 1985 (Berlinale)

## Distribution
- Radoslav Brzobohatý : Janek Kysucan
- Jerzy Trela : Cyril Kysucan
- Pavel Visnovský : Vojta Kysucan
- Veronika Dostálová : Terka
- Milena Dvorská : Jarmila
- Pavel Kríz : Honza
- Bozidara Turzonovová : Marie
- Magda Vášáryová : Slávka

## Distinctions
Le film a été présenté en sélection officielle en compétition lors de Berlinale 1985.